# Izajasz Egipcjanin
Izajasz z Gazy zwany Pustelnikiem. (zm. ok. 490). Rozpoczął życie pustelnicze w Sketis w Egipcie. Ok. 450 r. przeniósł się do pustelni niedaleko Gazy w Palestynie. Zachował się zbiór jego pouczeń ascetycznych, inspirowanych tradycją pustelniczą egipskich ojców pustyni zatytułowany "Ascetikon". Nauczał w nim straży serca i umysłu, czyli wewnętrznej kontroli, opanowania myśli i pragnień jako warunku zachowania wewnętrznego pokoju. Fragmenty jego nauczania znajdują się w zbiorze Filokalia.